# فورتنایت
فورتنایت (انگلیسی: Fortnite) یک بازی ویدئویی آنلاین است که توسط اپیک گیمز توسعه یافته و در سال ۲۰۱۷ منتشر شد. در سال ۲۰۲۱ نخستین‌بار فورتنایت با هدف نمایش قدرت موتور گرافیکی آنریل ۴ معرفی شد. پلتفرم‌های این بازی اکس باکس وان، اکس باکس سری اکس، پلی‌استیشن ۴، پلی استیشن ۵، نینتندو سوئیچ، مایکروسافت ویندوز و
سیستم عامل مک و اندروید هستند. این بازی توسط اپیک گیمز و پیپل کن فلای گسترش یافت و پچ جهانی بازی با اپیک گیمز بود. این بازی تاکنون با سازندگان سری فیلم‌هایی از جمله مارول، دی سی و پیکسار همکاری کرده‌است. بازی فورتنایت در چهار کشور کوبا، ایران، کره شمالی و سودان سوریه تحریم است و نسخه آی‌اواس بازی در اوت ۲۰۲۰ از اپ استور اپل حذف شد. این بازی بیش از ۷۰ میلیون نسخه به فروش رساند. واحد پولی بازی «ویباکس» نامیده می‌شود.

## حالت‌های بازی
در حال حاضر، فورتنایت چهار بخش بازی را داراست که هر سه با موتورِ آنریل‌انجین ۵ ساخته شده‌است.
- فورتنایت بتل رویال یک بخش بازیکن علیه بازیکن است که تا ۱۰۰ بازیکن ظرفیت دارد. بازیکنان در این حالت می‌توانند به صورت تک‌نفره[۳]، دو نفره[۴] یا جوخه‌ای[۵] بازی کنند (حالت جوخه ای معمولاً بین ۳ تا ۴ نفر ظرفیت دارد). بازیکنان بدون داشتن هیچ اسلحه‌ای از «اتوبوس مبارزه[۶]» به صورت چتربازی پرتاب می‌شوند و در هنگام فرود، باید به دنبال اسلحه، مهمّات و منابع برای زنده ماندن بگردند. با گذشت زمان حلقه‌ای[۷] که نقشهٔ بازی را احاطه کرده کوچک‌تر می‌شود و هنگامی که بازیکنان در خارج حلقه تعیین شده باشند، به مرور خواهند مرد. این فرایند باعث می‌شود که بازیکنان مجبور به ماندن داخل حلقه و کشتن دیگر بازیکنان برای بقا باشند. آخرین نفر (در بعضی موارد دو نفر یا یک جوخه) باقیمانده، برندهٔ بازی می‌شود. این بازی با مارول کامیکس همکاری کرده و اسکین اکثر شخصیت‌های مارول را ساخته‌است. همچنین قدرت‌هایی همچون قدرت استارک، قدرت دکتر دووم، قدرت استورم و همچنین ثور را به بازی اضافه کرده‌است.
- فورتنایت کریتیو حالتی در سبک "SandBox" است که شباهت بسیار زیادی به بازی ماینکرفت دارد. در این حالت بازیکنان آزادند تا با اجزایی که در دسترس دارند هرچه را که می‌خواهند و در بعضی موارد حالت بازی مورد علاقه خود را بسازند.
- فورتنایت کریتیو نسخه دو (انگلیسی: Unreal Editor For Fortnite)  حالتی است که شما برای ساختن جزیره خود در فورتنایت کریتیو، میتوانید مستقیما از موتور گرافیکی آنریل و دستگاه ها و استس های از پیش تعبیه شده در فایل های بازی استفاده کنید. این بخش از بازی بسیار قدرتمند، حرفه ای و پیچیده است و نیاز به داشتن دانش ابتدایی آنریل انجین است. این بخش در لانچر بازی و فقط در نسخه کامپیوتر در دسترس است.
- فورتنایت نجات دنیا یک حالت تلاش برای بقا و یک بازی ویدئویی گروهی است. و بخش جداگانه ای از بتل رویال دارد ، در ۴ حالت بیس « قبیله » دارد که به ترتیب «استون وود» «کنی ولی» «پلنکرتون» «تویین پیکس» میباشد ، بازیکنان دارنده نسخه قدیم میتوانند از این ۴ حالت واحد پولی «ویباکس» را تهیه کنند ، و کسانی که نسخه جدید را دارند ، میتوانند با انجام مراحل روزانه ۵۰ الی ۹۰ ویباکس تهیه کنند
- فورتنایت لگو  فورتنایت لگو یک بازی در سبک ساخت و ساز و بقا در یک جهان گسترده و البته سندباکس است که هدفش ارائه تجربه جالب دنیای فورتنایت به تمامی رده‌های سنی است. حال این حالت در دسترس طرفداران قرار گفته و تجربه بسیار جالبی را در اختیار کاربران قرار می‌دهد. [۸] اپیک گیمز این بخش را در آذر ماه ١۴٠٢ عرضه  کرد[۹]، بسیاری از بازیکنان این بخش را تلاش اپیک گیمز برای رقابت فورتنایت با ماینکرفت دانسته اند
- فورتنایت راکت ریسینگ بازی توسط استودیو سایانیکس، خالق راکت لیگ، ساخته شده است و به‌صورت رایگان منتشر  شد. بازیکنان می‌توانند با ماشین‌های مختلف در جهان فانتزی فورتنایت مسابقه دهند و ماشین‌هایی را که در راکت لیگ دارند، هم در این بازی استفاده کنند. تریلر بازی در مراسم گیم اواردز ۲۰۲۳ پخش شد. [۱۰]

در هر سه حالت، بازیکنان می‌توانند با کلنگی که در اختیار دارند، ساختمان‌ها و اکثر اجزای داخل بازی را خرد کنند و چوب، فلز یا آجر دریافت کنند. در کل حالت‌های بالا بازیکنان می‌توانند با استفاده از اجزای به‌دست آمده برای خود سنگر درست کنند که این سنگر می‌تواند به شکل‌های مختلفی از جمله دیوار، کف‌پوش و پلکان باشد.
تمام حالت‌های بازی به غیر از فورتنایت نجات دنیا، رایگان اعلام شده‌اند. با این‌حال از سال ۲۰۲۱ میلادی بخش فورتنایت نجات دنیا همچنان نیاز به خرید دارد و رایگان نیست و دیگر چالش های دارای ویباکس را شامل نمی‌شود.

## فهرست کاراکترهای واردشده[۱۲][۱۳]
- خابی لیم
- ددپول
- مستربیست
- میجر لیزر
- مرد مورچه ای
- زن شگفت‌انگیز
- مارشملو
- آریانا گرانده
- ونوم
- ریون
- بیست بوی
- مندلورین
- مرد آهنی
- بتمن
- ثور
- هارلی کوئین
- لارا کرافت
- زن گربه ای
- فلش
- بیوه سیاه
- نینجا
- لوزرفروت
- دکتر دووم
- ولورین
- نیمار
- سوپرمن
- ریک سانچز
- تانوس
- لوکی
- جان ویک
- تراویس اسکات
- کریتوس
- مستر چیف
- هری کین
- مارکو رویس
- جوکر
- گرالت از ریویا
- ناروتو
- لبران جیمز
- دراگون بال
- دوئین جانسون
- آنچارتد

- مرد عنکبوتی
- ریک گرایمز
- آقای شگفت‌انگیز
- فروزون (شگفت‌انگیزان)
- الستیگرل

## بازخوردها و مسابقات
یوروگیمر این بازی را در جایگاه ۳۲ از فهرست خود با عنوان "۵۰ بازی برتر سال ۲۰۱۷" قرار داد. وجود میلیونی بازیکنان نیز، خود می‌تواند نشانی از موفقیت بازی باشد.
افزایش تعداد بازیکنان و توجه عمومی به فورتنایت موجب شده تا تورنمنت‌هایی با جوایز سنگین برای این بازی برگزار شود. در جام جهانی فورتنایت ۲۰۱۹ که در یک سالن ۲۳ هزار نفری در نیویورک برگزار شد . 
کیل گیرسدورف با لقب «بوگا» که تنها ۱۶ سال سن داشت و اهل ایالت پنسیلوانیاست،  توانست جایزه سه میلیون دلاری جام جهانی برنده شود ، او در رقابت نهایی با دست کم ۱۰۰ نفر دیگر به صورت آنلاین شرکت کرده بود. ارزش کل جوایز این بازی‌ها سی میلیون دلار اعلام شده است. کیل با ۵۹ امتیاز در مقام نخست این رقابت‌ها جای گرفت و نفر دوم با اختلاف زیاد و تنها با ۲۶ امتیاز توانست به جایگاه بعدی دست یابد. این پسر نوجوان آمریکایی پس از دریافت جام قهرمانی در گفتگویی در توصیف حال خود پس از دریافت جایزه گفت: «زبانم از گفتن قاصر است. فقط می‌توانم بگویم که بسیار خوشحالم. خیلی باحال بود.»

## نسخه موبایل
سرانجام در ۱۸ مرداد ۱۳۹۷ نسخه اندروید بازی منتشر شد. ابتدا نسخه تنها در اختیار گوشی‌های سامسونگ گلکسی بود و با جدیدترین پرچمدار این شرکت یعنی گلکسی نوت ۹ معرفی شد. این بازی پس از گذشت ۲ سال در پلی استور و اپ استور منتشر شد.
این بازی در ٢۴ مرداد ١٣٩٩ از پلی استور و اپ استور به دلیل دادگاه ها و شکایات اپیک گیمز از این دو شرکت حذف شد  
«داستان دادگاه اپل و اپیک گیمز»
اپیک گیمز علیه اپل شکایتی است که توسط اپیک گیمز علیه اپل در اوت ۲۰۲۰ در دادگاه منطقه ای ایالات متحده در ناحیه شمالی کالیفرنیا مطرح شده که مربوط به اقدامات اپل در اپ استور است. در این پرونده اپیک گیمز محدودیت‌های اپل برای داشتن سایر روش‌های خرید درون‌برنامه‌ای خارج از روش ارائه‌شده در اپ استور را به چالش کشید. بنیانگذار اپیک گیمز تیم سوئینی، قبلاً کاهش ۳۰ درصدی درآمدی که اپل در هر خریدی که در اپ استور انجام می‌شد، به چالش کشیده بود و با بازی فورتنایت، می‌خواست اپل را دور بزند یا درآمد اپل را کمتر کاهش دهد.. اپیک در ۱۳ اوت ۲۰۲۰ تغییراتی را عمداً در فورتنایت اعمال کرد تا سیستم پرداخت اپ استور را دور بزند که در واکنش، اپل بازی را از اپ استور مسدود کرد که منجر به شکایت اپیک شد. اپل یک شکایت متقابل ارائه کرد و ادعا کرد که اپیک عمداً شرایط قرارداد خود را با اپل نقض کرده و از خود در برابر شکایت اپیک دفاع کرده‌است.   
«نتیجه دادگاه اپل و اپیک گیمز»
قاضی ایوان گونزالس راجرز (Yvonne Gonzalez Rogers) صبح روز جمعه با صدور حکم دائمی برای پرونده اپیک علیه اپل، محدودیت‌های جدیدی را بر قوانین اپ استور اپل اعمال کرد تا به این درگیری حقوقی پس از ماه‌ها پایان دهد. 
از این رو اپلیکیشن‌های iOS باید علاوه بر روش‌های پرداختی اپل، راه دیگری نیز برای خرید در اختیار کاربران قرار دهد. این حکم باید طی ۹۰ روز آینده تا ۹ دسامبر (۱۸ آذر) اجرا شود، مگر اینکه دادگاه عالی دیگری دستور آن را رد کند. نکته مهم دیگر این است که دادگاه اپل را بر طبق قوانین ضد اعتماد فدرال یا ایالتی، انحصارطلب نشناخت، بلکه اپل قوانین رقابت کالیفرنیا را با رفتارهای ضد رقابتی نقض می‌کند.  
در حکم دیگری، دادگاه تایید کرد که اپیک گیمز هنگام اجرای سیستم پرداخت مستقیم در بازی فورتنایت، قرارداد خود را با اپل نقض کرده بود. در نتیجه اپیک باید ۳۰ درصد از کل درآمد جمع آوری شده از طریق این سیستم را آن زمان را به اپل پرداخت کند که مبلغی بیش از ۳.۵ میلیون دلار است. 